# بهمن سالاری
بهمن سالاری (زادهٔ ۱۰ بهمن ۱۳۷۱ در هشتگرد) بازیکن فوتبال اهل ایران است که در پست مهاجم برای باشگاه فوتبال صنعت نفت آبادان بازی می‌کند.

## سوابق باشگاهی
سایپا
برای باشگاه سایپا به مدت سه فصل بازی انجام داد.

شهر خودرو
با قراردادی قرضی و یک فصل به این تیم مشهدی پیوست. 

شاهین بوشهر
با قرار دادی یک ساله به باشگاه جنوبی پیوست .

ماشین سازی
با قرداد به مدت نیم فصل دراین تیم بازی کرد. 

خیبر خرم‌آباد
با قرار دادی به مدت یک فصل نیم به باشگاه فوتبال خیبر خرم‌آباد پیوست. 

ذوب‌آهن
برای باشگاه ذوب‌آهن دو فصل بازی انجام داد و زیر نظر مهدی تار تاری سرمربی وقت باز یهای خوبی انجام داد.  
استقلال خوزستان: 
در فصل جدید لیگ برتر خليج فارس به باشگاه فوتبال استقلال خوزستان تحت هدایت سید سیروس پور موسوی پیوست. 